# Сепульведа, Луис
Луи́с Сепу́льведа (исп. Luis Sepúlveda, 4 октября 1949, Овалье, Чили — 16 апреля 2020, Овьедо, Испания) — чилийский писатель, журналист, сценарист и кинорежиссёр, политический деятель и правозащитник.

## Биография
Отец, член Коммунистической партии, владел рестораном, а мать, Ирма Кальфукура, медсестра, происходила из индейского племени мапуче.
Вырос в районе Сан-Мигель в Сантьяго-де-Чили, учился в одной из лучших школ страны (исп. Instituto Nacional), позже поступил в Театральное училище Университета Чили.
Активист студенческого движения, c 15 лет член организации Коммунистическая молодёжь Чили, откуда был исключён в 1968 году, а затем фракции Социалистической партии Чили под названием «Армия национального освобождения». После военного переворота 1973 года был арестован и два с половиной года провёл в заключении, где подвергался пыткам.
Благодаря вмешательству немецкого отделения Международной амнистии переведён под домашний арест. Вскоре бежал из-под надзора и ушёл в подполье, где создал театральную группу — первый очаг культурного сопротивления военно-фашистской хунте.
Через год вновь арестован и за «подрывную деятельность» приговорён к пожизненному заключению, которое было сокращено до 28 лет. Но после очередного вмешательства Международной амнистии мера пресечения была изменена на восьмилетнее изгнание в Швецию.
Во время первой же остановки на пути в Швецию — в Буэнос-Айресе — Луис Сепульведа бежал в Уругвай. Но так как все его знакомые аргентинцы и уругвайцы находились в заключении или были убиты их диктаторскими режимами, Сепульведа отправился сначала в Сан-Паулу, а затем в Парагвай. Там он тоже не задержался — в стране властвовал диктатор Альфредо Стресснер — и оказался в Кито. Вместе с Хорхе Энрике Адоумом Луис Сепульведа организовал театральную группу и участвовал в изучении жизни индейских племен.
В 1979 году присоединился к Бригаде имени Симона Боливара и принял участие в Сандинистской революции. После её победы поселился в Германии, в Гамбурге, присоединился к экологическому движению, стал работать журналистом «Гринпис», а также выступал как сценарист и кинорежиссёр.
C 1996 жил в Хихоне (Испания).
В конце февраля 2020 года у Сепульведы диагностировали COVID-19 (это был один из первых подтверждённых случаев заболевания в Испании), 16 апреля писатель умер в Центральной университетской больнице Астуриаса в Овьедо.

## Творчество
Первую книгу, сборник стихов, опубликовал в 17 лет. В этом же возрасте журналист, который посещал ресторан отца, помог ему получить работу редактора в ежедневной газете «Clarín» («Горн»). К 20 годам у него было уже много рассказов, которые его друг привёл в порядок и издал в виде сборника.
Сепульведа признавал, что в его первых произведениях очевидно большое влияние чилийского писателя Франсиско Колоане. Чтения его рассказов подвигло Сепульведу наняться поварёнком на китобойное судно.
Писатель приобрел мировую известность после публикации в 1989 году романа «Старик, который читал любовные романы», вдохновленного опытом жизни автора с индейцами хиваро. Роман многократно переиздавался и каждый раз становился бестселлером. С тех пор успех сопровождает его книги (Сепульведа пишет романы, книги о путешествиях, рассказы, статьи), они переведены на многие языки и получили многочисленные премии. Луис Сепульведа — обладатель многих литературных национальных и международных наград, в частности, престижной поэтической премии имени Габриэлы Мистраль (1976), международной премии рассказов «Фельгера» (Испания, 1990), кавалер Ордена искусств и литературы; доктор honoris causa университетов Тулона и Урбино.
По мотивам книг Луиса Сепульведы снимаются фильмы; некоторые из них отмечены премиями. Луис Сепульведа написал сценарий и снял несколько фильмов, один из которых получил в 2003 г. приз за лучший документальный фильм Венецианского кинофестиваля (короткометражка «Corazón verde»).
В конце 2011 г. французско-немецкими документалистами снят часовой документальный фильм о жизни и творчестве Луиса Сепульведы.

## Публикации на русском языке
- Рассказы из книги «Невстречи»
- http://www.ruso.cl/ru/2007/03/luis_sepulveda_cuentos.html В блоге о Чили
- Старик, который читал любовные романы. СПб.: Амфора, 2008
- Мама- кот. История о коте Зорбасе, который стал мамой для чайки и хотел научить ее летать.

## Признание
Лауреат многих национальных и международных премий. Кавалер французского Ордена искусств и литературы.